# Хосе Хайкель
Хосе Антоніо Хайкель Агілар (ісп. José Antonio Jaikel Aguilar; нар. 3 квітня 1966, Алахуела, Коста-Рика) — костариканський футболіст, нападник. Учасник чемпіонату світу з футболу 1990 року в Італії.

## Клубна кар'єра
Більшу частину своєї кар'єри Хайкель провів за провідний клуб країни — «Депортіво Сапрісса». Разом з ним перемагав у чемпіонаті країни, а в 1993 році вигравав Лігу чемпіонів КОНКАКАФ. У 28 років нападник завершив свою кар'єру в складі «Ередіано».

## Кар'єра в збірній
У 1990 році Хуан Хайкель потрапив до складу збірної Коста-Рики. Форвард перебував у заявці «Тікос» на чемпіонаті світу в Італії, але на поле не виходив.
Згодом періодично викликався до розташування національної команди. Всього за Коста-Рику Хайкель провів п'ять матчів, в яких відзначився двома голами.
Востаннє футболку національної збірної одягав у січні 1994 року в товариському матчі проти Норвегії.

### Голи за збірну
Рахунок та результат збірної Коста-Рики в таблиці подано на першому місці.
| №  | Дата            | Стадіон                                                               | Суперник          | Рахунок | Результат | Змагання         |
| -- | --------------- | --------------------------------------------------------------------- | ----------------- | ------- | --------- | ---------------- |
| 1. | 23 вересня 1993 | Стадіон імені принца Мохамеда бін Фахда, Ед-Даммам, Саудівська Аравія | Саудівська Аравія | 1–1     | 2–1       | Товариський матч |
| 2. | 23 вересня 1993 | Стадіон імені принца Мохамеда бін Фахда, Ед-Даммам, Саудівська Аравія | Саудівська Аравія | 2–1     | 2–1       | Товариський матч |

## По завершенні кар'єри
По завершенні кар'єри гравця закінчив навчання за спеціальністю промислове машинобудування в Латиноамериканському університеті науки і технологій. На даний час займає посаду генерального директора Gruma (Grupo Maseca) в Центральній Америці, компанії з виробництва продуктів харчування.

## Досягнення
- Чемпіонат Коста-Рики
  -  Чемпіон (2): 1988/89, 1989/90

- Ліга чемпіонів КОНКАКАФ
  -  Чемпіон (1): 1993